# Hundeerziehung

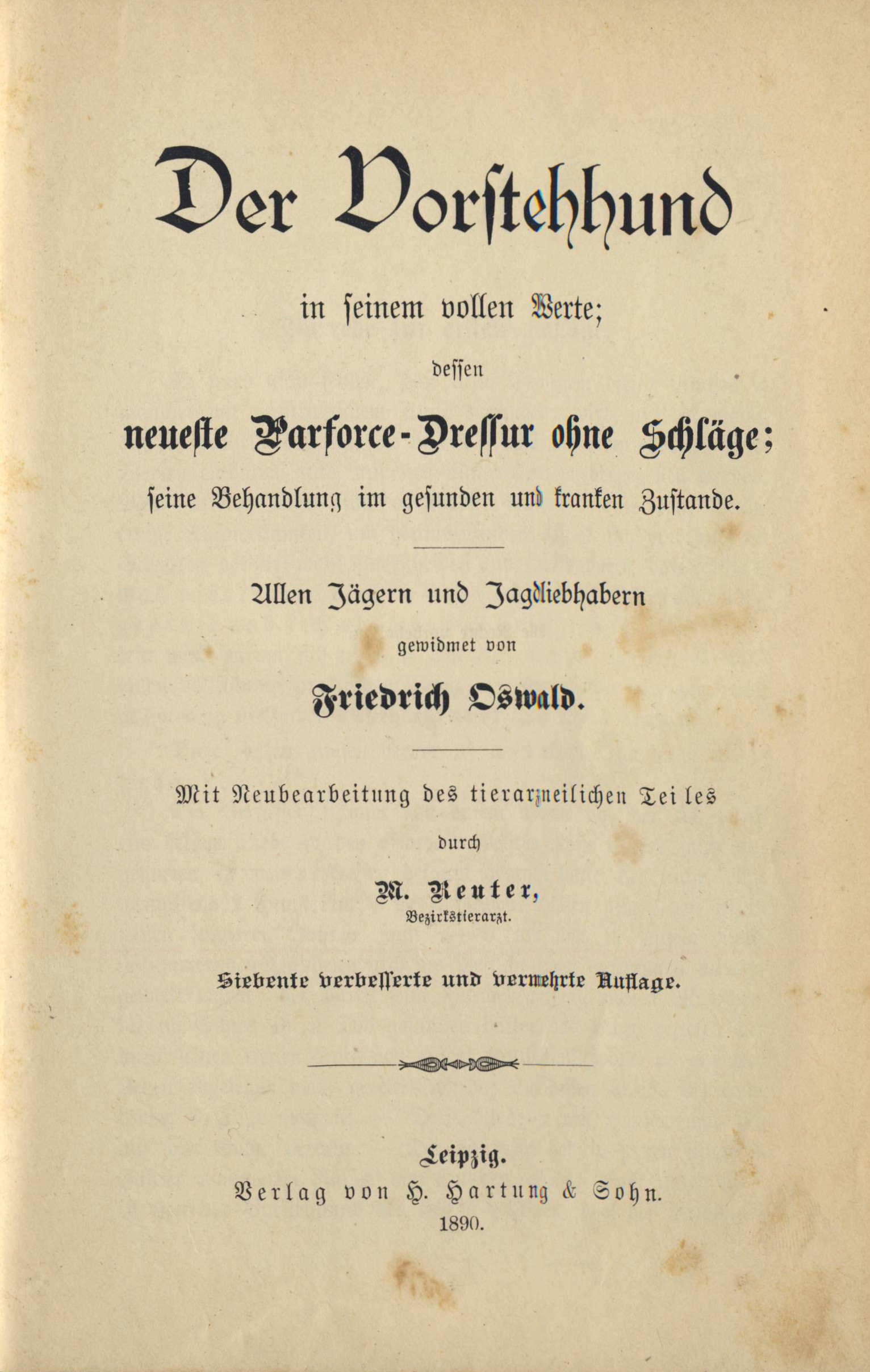
Der Vorstehhund, 1855

Hundeerziehung ist menschliche Einwirkung auf einen Hund mit Ziel, dem Hund ein möglichst konfliktarmes Leben in der menschlichen Gesellschaft zu ermöglichen und ihn zu befähigen, die von ihm erwarteten spezifischen Aufgaben zu erfüllen. Als Grundlage für eine gelungene Erziehung ist es erforderlich, dass es klare Vorstellungen darüber gibt, welches Verhalten vom Hund erwünscht ist. Nur dann ist der Hund in der Lage, dieses auch zu erkennen und später ohne Fremdeinwirkung auszuüben.
Im Gegensatz dazu spricht man bei Dienst- und sonstigen Gebrauchshunden eher von Ausbildung. Es werden zur Erfüllung standardisierter Aufgaben standardisierte Fähigkeiten und Fertigkeiten vermittelt. So ist ein Ziel, dass der Hund in bestimmten Situationen bzw. auf Hör- oder/und Sichtzeichen immer das gleiche gewünschte Verhalten zeigt.
Beim Familienhund spricht man eher von Erziehung,  mit dem Ziel, ein gewünschtes Verhalten zu erreichen.
Durch Erziehung und Ausbildung werden die natürlichen Eigenschaften und Anlagen des Hundes in bestimmte Richtungen gelenkt und absichtlich gefördert oder gehemmt.
Für die Erziehung und Ausbildung von Hunden existieren kommerzielle Angebote in Hundeschulen und bei Hundetrainern. In Deutschland müssen Personen, die gewerbsmäßig für andere Hunde ausbilden oder Hundehalter anleiten, eine Erlaubnis haben.

## Nachweise einer gelungenen Hundeausbildung
Es gibt zahlreiche Versuche, den Abschluss einer gelungenen Hundeausbildung zu prüfen und zu bescheinigen. Dazu gehören beispielsweise Hundeführerscheine, Gebrauchshundprüfung und Team-Test. Ein allgemein anerkanntes, standardisiertes Zeugnis ist nicht darunter.
Erfolgreiche Hundeerziehung – im Sinne gesellschaftlicher Akzeptanz und möglichst konfliktfreien Zusammenlebens – setzt nicht nur entsprechende Kenntnisse und Fertigkeiten der jeweiligen Bezugspersonen des Hunds voraus, sondern auch die Umsetzung durch den Hund.

## Behavioristisches Lernmodell
Ein behavioristisches Lernmodell geht davon aus, dass ein Hund bestimmte Veranlagungen hat, die bestimmte Triebe bewirken, die das Handeln des Hundes steuern. Reize aus der Umwelt wirken auf den Hund ein. Entsprechend der Konstitution und des Charakters erfolgt eine Reaktion. Bei entsprechender Intensität führt der Umweltreiz zu einer Verhaltensänderung. Der Hund hat gelernt, auf einen von außen kommenden Reiz zu reagieren.
Auf Grund der gesammelten Erfahrungen wird der Hund in gleichen Situationen gleiches oder ähnliches Verhalten zeigen. Ändern sich die Umweltbedingungen, kann der Hund sein Verhalten wieder ändern.

### Konditionierung
Der Hund lernt, auf einen bestimmten Reiz mit einer bestimmten Reaktion zu reagieren (Reiz-Reaktionsmuster, Stimulus-Response, Auslösemechanismus). Dieser Vorgang wird als Reizgeneralisierung bezeichnet. Es werden zwei Formen der Konditionierung unterschieden.

### Klassische Konditionierung
Iwan Petrowitsch Pawlow entwickelte das Modell der Klassischen Konditionierung. Der unbedingte Reiz Futter löste beim Hund die unbedingte Reaktion Speichelfluss aus (unbedingt deswegen, weil der Organismus hierüber keine willentliche Kontrolle hat). Pawlow bot das Futter gemeinsam mit einem Glockenton an. Die Folge war, dass der ursprünglich neutrale Reiz Glockenton die Reaktion Speichelfluss auslösen konnte. Die unbedingte Reaktion Speichelfluss wurde zu einer konditionierten, bedingten Reaktion.
Ganz bedeutend an der klassischen Konditionierung ist, dass mit ihr dem Hund Gefühle und Triebstimmungen gelehrt werden können. Im Dienst und Hundesport wird dies dazu genutzt, dass der Hund auch in belastenden, möglicherweise unangenehmen Situationen aktiv bzw. aktivierbar ist.
Als Beispiel kann ein Diensthundeführer dienen, der mit seinem Diensthund Streife geht. Der Diensthundführer strafft die Leine und bremst den Hund ab. Dann erscheint der Scheintäter in zivil und nicht als Helfer erkennbar, es kommt zur Kampfhandlung. Nach einigen Wiederholungen bringt die straffe Leine den Hund in eine mit der bevorstehenden Auseinandersetzung passende Gefühlslage. Der unbestimmte Reiz straffe Leine führte ursprünglich zum stärkeren Ziehen oder zum Anhalten des Hundes. Nun erfolgt aber die Aktivierung des endokrinen Systems als erlernte Reaktion. Dies kann recht problemlos generalisiert werden und braucht keine weiteren Verstärker. Die straffe Leine als Reiz zur Auslösung der Reaktion kampfbereit wird nun genutzt beim Streife gehen, bei der Absuche von Flächen und Räumlichkeiten nach Tätern und der Durchsuchung von Personen und Personengruppen.

### Operante oder Instrumentelle Konditionierung
Ein zufällig gezeigtes Verhalten des Hundes wird durch gezielte Belohnung oder Bestrafung des Hundes in Zukunft häufiger oder seltener bzw. nicht mehr gezeigt werden. Die auf das Verhalten folgende Konsequenz aktiviert oder hemmt das entsprechende Verhalten. Es werden mit der operanten Konditionierung Fähigkeiten und Techniken vermittelt.
Beim operanten Konditionieren erfolgt Lernen über Belohnung oder Bestrafung. Die Belohnung bewirkt, dass ein Verhalten in Zukunft häufiger gezeigt werden wird.
- Positive Belohnung, Verstärkung erfolgt mit dem Hinzufügen einer angenehmen Konsequenz. Hinsetzen – Ball bekommen.
- Negative Belohnung, Verstärkung erfolgt durch Abschalten eines unangenehmen Reizes. Tippen auf die Kruppe – Hinsetzen und Reiz hört auf.

Die Bestrafung bewirkt, dass ein Verhalten in Zukunft seltener gezeigt werden wird. Dabei bedarf es nicht immer einer Korrektur des Verhaltens. Allein, dass ein Verhalten keine lustvollen, angenehmen Folgen hat, bewirkt eine verminderte Wahrscheinlichkeit des Auftretens dieses Verhaltens.
- Positive Bestrafung, eine bestimmte Handlung hat einen unangenehmen Reiz zur Folge.
- Negative Bestrafung, eine bestimmte Handlung hat das Entfernen eines positiven Reizes zur Folge – nicht hinsetzen, keinen Ball bekommen.

### Eigenschaften und Veranlagungen des Hundes
Für den Familien-, Sport- und Diensthund sind folgende Eigenschaften und Veranlagungen des Hundes, früher auch Triebanlagen, Triebbereiche oder Funktionsbereiche genannt, bedeutsam (siehe Triebtheorie).

#### Beuteverhalten
Das Beuteverhalten ist dem Funktionskreis der Nahrungsaufnahme zugeordnet. Der Schlüsselreiz, welcher einen Hund zum Beuteverhalten animiert, ist Bewegung. Beute läuft immer panikartig vom Hund weg, ist immer in Bewegung. Instinktiv, also automatisch und ohne darüber nachdenken zu müssen, wird der Hund die Beute verfolgen, sie anspringen, zubeißen und die Beute niederreißen. Beißt der Hund zu schwach, kann die Beute fliehen, beißt der Hund kräftig zu, folgt der Totstellreflex beim Beutetier. Lässt der Hund locker, versucht die Beute wieder zu fliehen. Der Hund fasst wieder zu und schüttelt tot. Die Beute wird getragen, der Beutetrieb ist befriedigt, da das Triebziel erreicht ist.
Beuteverhalten kann durch Lernen gehemmt oder gefördert werden. Es unterliegt aber einer aktionsspezifischen und reizspezifischen (durch Gewöhnung) Ermüdung. Das kann, z. B. für den Diensthund, von Nachteil sein.
Beuteverhalten lässt den Hund schnell lernen. Beuteverhalten gibt dem Hund Sicherheit (wer verfolgt, hat die Initiative und dominiert) und macht ihn schnell.
Auslösender Reiz: Bewegungen

Instinktverhalten: Fixieren, verfolgen, anspringen, zubeißen und halten.

Triebziel: Beute tragen, besitzen, Ruhe

#### Wehrverhalten
Das Wehrverhalten gehört zum Funktionskreis des Aggressionsverhaltens. Zeichen für Wehrverhalten sind drohen, fixieren, die aggressive Abwehr und das Zubeißen. Der Schlüsselreiz für Wehrverhalten ist eine psychische oder physische Bedrohung des Hundes oder offene Aggression. Ziel des Verhaltens ist es, beim Bedrohenden ein Meideverhalten zu erzeugen. Ein Beschädigungskampf soll vermieden werden.
Das Wehrverhalten unterliegt keiner reizspezifischen oder aktionsspezifischen Ermüdung, das heißt, es ist ständig aktivierbar. Die Motivation zu Wehrverhalten ist verschieden. Im Funktionskreis der Nahrungsaufnahme kann Wehrverhalten als Beute bewachen und verteidigen auftreten. In sozialen Bereichen dient Wehrverhalten der Festlegung von Rangordnungen, dem Wahren von Privilegien, territorialer Ansprüche oder der Notwehr bei Ausweglosigkeit der Situation.
Antagonistisch steht dem Wehrverhalten das Meideverhalten gegenüber. Beide Verhaltensweisen haben den gleichen Schlüsselreiz und sind u. a. abhängig vom Selbstbewusstsein des Tieres, dem Auftreten des Bedrohenden, dem Alter, von Erfahrungen, Umweltreizen und kritischer sowie Fluchtdistanz.

#### Meideverhalten
Meideverhalten steht im Gegensatz zum Wehrverhalten. Es wird ebenfalls durch eine psychische oder physische Bedrohung und/oder offene Aggression als Schlüsselreiz ausgelöst. Das Ziel dieses Verhaltens ist die Sicherung der eigenen körperlichen Unversehrtheit. Der Hund will sich in Sicherheit bringen vor bedrohlichen Ereignissen oder Feinden. Als Verhalten zeigt der Hund Flucht, Deckung suchen, verkriechen, das Unterlassen einer begonnenen Handlung sowie Demuts- und Unterwerfungshandlungen.
Das Meideverhalten unterliegt ebenfalls keiner reiz- und aktionsspezifischen Ermüdung. Es ist jederzeit aktivierbar. Meideverhalten spielt(e) daher eine wichtige Rolle in der Unterordnung.

## Grundlagen der Hundeerziehung

### Positive Verstärkung und Kommandos
Eine erfolgreiche Erziehung baut auf der Anwendung einiger Regeln auf. Hunde lernen am schnellsten und sichersten durch positive Verstärkung, also Belohnung durch Leckerbissen, Loben, Spielen oder Streicheln sofort nach Ausführen einer vom Besitzer gewünschten Handlung. So ist zum Beispiel eine sogenannte Beißwurst (in der Schweiz auch Boudin genannt) ein stimulierendes Motivationsobjekt und wird bei der Ausbildung gerne eingesetzt. Sehr wichtig ist, dass Belohnung (und auch Strafe) unmittelbar nach der „Tat“ geschehen, schon zwei Sekunden Verzögerung sind für den Hund zu lang, um Tat und Wirkung zuordnen zu können und einen Zusammenhang mit seiner Handlung zu erkennen. Gelobt wird mit hoher, freundlicher Stimme, Spielen oder Leckerli. Auch Bestrafung erfolgt mit der Stimme – in einem Tonfall, an dem der Hund unseren Unmut erkennt, aber nicht durch Anschreien des Tieres. Eine geeignete „Strafe“, besser Zurechtweisung, ist ein energisches scharfes Ansprechen und beispielsweise die Worte „Pfui“, „Aus“ oder „Nein“.
Der Hund versteht die menschliche Sprache nicht als Sprache, sondern als Tonfolge. Er lernt die entsprechenden Tonfolgen mit einem entsprechenden Verhalten zu verknüpfen. Deshalb ist es für den Hund in der Trainingsphase sehr wichtig, dass die Kommandos immer in derselben Form gegeben werden, für eine bestimmte gewünschte Handlung also immer dasselbe Kommandowort im gleichen Tonfall. Dies sollte von jedem, der den Hund führt, geübt werden. Hunde brauchen viele Wiederholungen, um den gelernten Inhalt zu festigen. Gängige Meinungen sprechen hier von 50 bis 200 Übungen pro Kommando (während der gesamten Trainingszeit), bevor das neu Erlernte sicher sitzt.
Die Dauer der einzelnen Trainingsabschnitte variiert von Hund zu Hund und ist abhängig von Alter, Wesen etc. des jeweiligen Hundes. Um eine Überforderung zu vermeiden, sollte man die Ausbildung mit mehreren kurzen Einheiten täglich beginnen und sich langsam steigern. Ebenfalls zu beachten gilt, dass der Hund motiviert bleibt, also Freude am Lernen behält. Daher ist ausgedehntes Loben und Belohnen (Leckerli) nach gut ausgeführten Übungen sehr wichtig.
Führt man ein neues Kommando ein, das noch nicht einwandfrei funktioniert, oder verlieren Halter oder Hund die Lust an der Übung, so beendet man die Übung mit einem Kommando, das der Hund beherrscht und lockert ihn anschließend durch z. B. Spielen auf, damit die Erziehungseinheiten dem Hund als gutes Erlebnis in Erinnerung bleiben.

#### Hundekommandos
Es gibt verschiedene Formen, dem Hund Kommandos zu geben. Die wichtigsten beiden Gruppen dieser Kommandos sind
- Sichtzeichen – Signale, die der Hund sieht und auf sie reagiert
- Hörzeichen – für den Hund hörbare Signale

Die folgende Aufzählung gibt die üblichsten, jedoch längst nicht alle gesprochenen Hundekommandos wieder:
- Sitz: der Hund soll sich „hinsetzen“
- Down oder Halt, auch Platz: Beim Platz soll der Hund sich legen und bleiben; das Down bzw. Halt bezeichnet das in der Jagdhundeausbildung gebräuchliche „Bannen“ des Hundes auf ein akustisches Signal (Trillerpfeife) hin.
Dabei soll der z. B. Wild hetzende Hund sich bei Wahrnehmung des Signals gerade, mit dem Kopf zwischen den Vorderpfoten niederwerfen. Der Down-Befehl ist in der Jagdgebrauchshundeausbildung der wichtigste Befehl für die Unterordnung des Hundes.
- Bleib: Am jetzigen Ort verweilen
- Steh: Dieses Kommando wird verwendet, um den Hund aus weiter Entfernung zum Stehen zu bringen. Auch wird es genutzt um den Hund aus dem Sitz, Platz oder der Freifolge heraus stehen zu lassen.
- Such verwund’ oder Such verwund’ mein Hund: Dieses Kommando dient bei Jagdgebrauchshunden, diese eine Schweißfährte (Blutspur) ausarbeiten zu lassen.
- Such voran: Der Jagdgebrauchshund wird zur Freiverlorensuche aufgefordert.
- Auf: Auf wird im Sinne von „Los, gehen wir“ gebraucht. Wenn der Hund beispielsweise im Sitz ist und der Hundeführer möchte losgehen, sagt der Hundeführer „Auf!“ Zum Aufheben aller vorigen Kommandos ist Auf sinnvoll. Die Ausnahme ist das so genannte Ablegen, hier darf der Hund keinesfalls abgerufen werden, sondern ist vom Hundeführer abzuholen, z. B. durch das Berühren des Kopfes mit der Hand.
- Voraus: Der Hund soll sich vom Hundeführer weg nach vorne bewegen z. B. auf ein bestimmtes Ziel zu.
- Fuß oder Bei Fuß: verwendet man, um den Hund auch ohne Leine neben sich an der linken Seite zu führen.
- Apport: etwas apportieren, holen
- Aus: das, was der Hund im Maul hat, freigeben
- Hier: zum Rufer herkommen, eventuell mit Vorsitz

Darüber hinaus gibt es noch eine große Anzahl von Befehlen/Anweisungen in unterschiedlichen Sprachen oder nur aus bestimmten Lauten bestehend, die für spezialisierte Hunderassen (z. B. Schlittenhunde) verwendet werden.
Oft werden ausgesprochene Anweisungen durch gut unterscheidbare Signale mit einer Hundepfeife ersetzt. Oft kommt eine Hochfrequenzpfeife zum Einsatz, die für den Hund sehr gut wahrnehmbar, für den Menschen dagegen kaum hörbar und damit wenig störend ist.

### Rangeinweisung
Treten Probleme mit Hunden auf, wird häufig die „kontrollierte Rangeinweisung“ eingesetzt. Dabei werden, so die Tierärzte Sabine Schroll und Joël Dehasse, dem Hund gemäß standardisierten Regeln bestimmte Wunscherfüllungen bzw. Privilegien vorenthalten, die dem Hund wichtig sind und deren Vorenthaltung dem Halter leicht fällt. Dies könne Hundehaltern die „äußerlichen Zeichen der Autorität geben“, obwohl dies nur eine „Imitation von innerer Führungsqualität und Charisma durch äußerliche Verhaltensweisen“ sei. Der Grund für die Wirksamkeit dieses Mittels wird weniger darin gesehen, dass der Hund einen niedrigeren Rang einnähme, sondern vielmehr darin, dass die Kommunikation klarer, strukturierter, vorhersehbarer und eindeutiger werde.

## Altersabhängigkeit
Die Verhaltenswissenschaftlerin Dorit Feddersen-Petersen betont die Bedeutung der Rangeinweisung des Hundes im Junghundalter. So neigen Hunde, denen eine Rangeinweisung im Junghundalter fehlte und die in diesem Alter stattdessen vermenschlicht und verwöhnt wurden, dazu gegenüber Menschen und anderen Hunden ein gestörtes Dominanzverhalten zu zeigen. Im späteren Alter sind Verhaltensregulationen einschließlich einer klaren konsequenten Zuweisung des sozialen Status im familiären Sozialgefüge wichtig, um Übergriffe und Verletzungen durch Hunde zu vermeiden; hinzu kommen physische Auslastung der Hunde und Sozialkontakte.
Laut einer Studie, bei der Besitzer von über 1.500 Hunden befragt wurden, ist die Ansprechbarkeit für Ausbildung, charakterisiert als Trainierbarkeit und Kontrollierbarkeit, bei Hunden im Alter von etwa 7 bis 7,5 Jahren am größten. Das korrespondiert damit, dass Hunde, wie auch Menschen, im Laufe ihres Lebens erst lernen, aufmerksam zu sein.